# Pseudotessellarctia ursina
Pseudotessellarctia ursina är en fjärilsart som beskrevs av William Schaus 1892. Pseudotessellarctia ursina ingår i släktet Pseudotessellarctia och familjen björnspinnare. Inga underarter finns listade.